# Landespflegerat
Ein Landespflegerat ist eine Landesarbeitsgemeinschaft von Pflegeberufs- und Hebammenverbänden und Ansprechpartner für landesspezifische Belange des Pflegewesens. Ziel sind der Austausch der Mitgliedsverbände sowie eine gemeinsame Positionierung zu gesundheits- und pflegeberufspolitischen Themen in Politik und Öffentlichkeit.
Zurzeit bestehen in Deutschland 13 Landespflegeräte. Sie arbeiten mit dem Deutschen Pflegerat zusammen.